# 16 bits

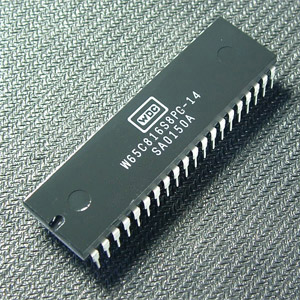
El WDC 65C816: un microprocessador de 16 bits.

En l'arquitectura d'ordinadors, 16 bits és un adjectiu usat per descriure enters, adreces de memòria o altres unitats de dades que comprenen fins a 16 bits (2 octets) d'ample, o per referir-se a una arquitectura de CPU i ALU basades en registres, bus d'adreces o bus de dades d'aquest ample. Igual que en les videoconsoles, es denominen 16 bits a una sèrie d'ordinadors que tenien en comú usar processadors de 16 bits.

## Arquitectura de 16 bits
Els processadors de 16 bits més coneguts són el PDP-11, Intel 8086, Motorola 68000, Intel 80286 i el WDC 65C816. L'Intel 8088 és compatible en codi amb l'Intel 8086, i pot considerar-se de 16 bits quant a registres i instruccions aritmètiques, mentre que el seu bus de dades és de 8 bits.
Un sencer de 16 bits pot emmagatzemar 2¹⁶ (o 65536) valors diferents. En una representació sense signe, aquests valors són els enters entre 0 i 65535; usant complement a dos, el conjunt de valors possibles va de –32768 a 32767.
Els microprocessadors de 16 bits han estat substituïts completament en la indústria de l'ordinador personal, però roman en ús en una àmplia varietat d'aplicacions embegudes, per exemple els processadors XAP presents en nombrosos ASICs

## Motorola 68000 de 16/32 bits
El Motorola 68000 (MC68000) és un cas especial, ja que és de 16 bits amb respecte al seu bus de dades; però amb respecte als seus registres generals i a la majoria de les operacions matemàtiques utilitza 32 bits, i amb respecte al seu bus d'adreces és de 24 bits. Per tant, el seu programari és de 32 bits i compatible cap endavant amb altres processadors de 32 bits de la mateixa família. Tanmateix, a causa que era el processador de la Sega Mega Drive i a la saturació de publicitat posant èmfasi en els seus 16 bits, és considerat erròniament com de 16 bits. De fet és la causa que el període entre el 1988 i el 1995 (aproximadament) sigui coneguda pels jugadors com «l'era dels 16 bits».

## Format d'arxiu de 16 bits
Un format de fitxer de 16 bits és un format d'arxiu informàtic binari en el qual cada element està definit per 16 bits (o 2 bytes). Exemples d'aquest tipus d'arxius són el UTF-16 i el metaarxiu de Windows.

## Models de memòria de 16 bits
Similar al model de dades de 64 bits, el model de 16 bits de l'arquitectura Intel permet diferents models de memòria, formes d'accedir a una ubicació de memòria en particular. La raó per a l'ús d'un determinat model de memòria és la grandària de les instruccions d'assemblador o de l'emmagatzemament necessari per als punters. Els compiladors de 16 bits en general tenen les següents característiques quant a grandària dels tipus de dades:
| Model de dades | short | int | long | punters |
| -------------- | ----- | --- | ---- | ------- |
| IP16L32 (near) | 16    | 16  | 32   | 16      |
| I16LP32 (far)  | 16    | 16  | 32   | 32      |

«Tiny»
El codi i les dades estan en el mateix segment (sobretot, els registres CS, DS, ES, SS que apunten al mateix segment), s'utilitzen sempre punters propers(near). Codi, dades i pila no poden excedir en total els 64 KiB.
«Small»
El codi i les dades estan en diferents segments, i s'usen sempre punters near. Hi ha 64K d'espai per a codi i 64K per a pila i dades.
«Medium»
Els punters de codi són llunyans (far), permetent accedir a 1 Megabyte. Els punters de dades segueixen sent near.
«Compact»
Els punters de dades són far i els de codi near.
«Large»/«Huge»
Tant els punters de codi com els de dades són far.